# يوهان هوتكور
يوهان هوتكور (بالفرنسية: Yohan Hautcœur)‏ (مواليد 30 أكتوبر 1981 في نانت - فرنسا) لاعب كرة قدم فرنسي يلعب حاليا لصالح نادي الدرجة الأولى سانت إتيان الفرنسي منذ 2006 في مركز الوسط المحوري .

## روابط خارجية
- يوهان هوتكور على موقع رابطة كرة القدم الفرنسية للمحترفين (الإنجليزية)
- يوهان هوتكور على موقع قاعدة بيانات كرة القدم.إي يو (الإنجليزية)